# Династія Ле
Династія пізніх Ле (1427 —1789 роки) — в'єтнамська династія, що правила в державі Дайв'єт. Затвердилася внаслідок вигнання китайських загарбників. У 1527 році була повалена династією Мак. У 1533 році представники Ле повернули собі трон (так звана Відроджена Ле). Надалі фактично втратила вплив у державі, яка розпалася на володіння князів чінь і Нгуєн. Остаточно повалена у 1789 році династією Тайшон.

## Історія

### Заснування
У 1407 році війська китайської династії Мін повалили династію Хо, захопивши Дайв'єт. У 1418 році почалося повстання проти загарбників на чолі із Ле Лоєм. Боротьба тривала протягом 10 років. У 1428 році вдалося вигнати китайські війська, а Ле Лой заснував нову династію під ім'ям Ле Тхай То. Спираючись на сильну армію, свій авторитет полководця і чиновників-реформаторів в своєму оточенні, він провів реформи в країні. У 1433 році засновник династії помер, залишивши трон малолітньому синові Ле Тхай Тонгу, який фактично не займався державними справами, а більше приділяв уваги розвагам.
Ле Нян Тонг продовжив земельну реформу, в результаті до кінця 1450-х років в Дайв'єті стабілізувався землеволодіння. 1446 року було здійснено похід проти держави Чампа, внаслідок чого було захоплено північну частину Чампи, але у 1447 році війська Ле втратили ці землі. У 1459 році внаслідок змови Ле Нян Тонга було вбито, почалася боротьба за владу, що завершилася у 1460 році, сходженням на трон Ле Тхань Тонг

### Піднесення

Експансія Ле

В часи правління Ле Тхань Тонга реформи попередників було доповнено і частково закріплено створенням Кодексу ери «Хонг-дик». Армія і державний апарат отримали більш струнку організацію, була проведена нова адміністративна реформа, склалася система навчальних закладів та конкурсних іспитів на чиновницькі посади, була проведена грошова реформа. З цього часу починається державна підтримка конфуціанства на противагу буддизму. У 1470—1471 роках здійснено вдалий військовий похід проти Чампи, внаслідок чого більша частина, окрім півдня була захоплена. Політика асиміляції та нищення призвела до міграції чампів до Філіппін та Великих Зондських островів. На їх місця Ле Тхань Тонг наказав заселяти в'єтів. З південної частини Чампи було створено васальне князівство Пандуранга.
У 1479—1480 роках війська Ле атакували державу Лансанг, в результаті чого той на деякий час потрапив у васальну залежність від Дайв'єта, а його східні області увійшли до складу держави пізніх Ле. Одночасно усі племена, які жили в горах на захід стали данниками Дайв'єта, а здавна контрольовані ними гірські райони на півночі отримали статус провінцій.
Політику зміцнення позицій держави продовжив нащадок Ле Тхань Тонга — Ле Х'єн Тонг, проте відмовився від активної зовнішньої політики. Водночас поступово знать почала відновлювати свої позицій. Втім Дайв'єт часів ле до самої смерті Х'єн Тонга у 1504 році знаходився на піднесенні.

### Перше повалення
Після 1504 року починається послаблення держави через зміну володарів та боротьбу за владу: до 1516 року змінилося три імператори (Ле Тук Тонг, Ле Уй Мук і Ле Тионг Дик). У 1516 році в провінції Куангнінь почалося одне з найбільших в історії В'єтнаму повстань під керівництвом селянського вождя Чан Као. Повстанська армія на чолі з двох спроб захопила столицю Донг Кінь. Двір нового імператора Ле Тьєу Тонга був змушений втекти до Тханьхоа, який розташований в 140 км від сучасного Ханоя. Чан Као оголосив себе імператором, але 1517 році передав владу синові. Повстанці продовжували діяти до 1521 року, поки не були розбиті в результаті контрнаступу вірних династії Ле сил на чолі із родами Мак, Нгуєн і Чінь. Водночас владу на півночі фактично захопив рід Мак.
Надалі імператор фактично втратив будь-яку владу, а 1522 Ле Тьєу Тонга була повалено за наказом Мак Данг Зунга. Також завдано ударів по кланам Нгуєн і чінь. Після цього спочатку було поставлено номінального імператора Ле Кунг Хоанга, якого в свою чергу у 1527 році було повалено й оголошено про утворення династії Мак.

### Відроджена Ле
У 1533 році спільні війська князів (тюа) Нгуєн і Чінь відвоювали більшу частину Дайв'єту, де відновили династію Ле на роні. Новим імператором став Ле Чанг Тонг. В офіційній історіографії цей момент вважається закінченням правління Маков, хоча Мак Данг Зунг правив Донг Кінем до власної смерті в 1541 році, а його нащадки утримували місто ще 41 рік. Лише у 1592 столицю було відвойвано. З цього часу державою фактично керували представники родів Чінь і Нгуєн. Перші невдовзі взяли під контроль північні провінції разом із столицею (ці області отримали назву Дангнгоай). Нгуєна натомість володіли півднем (Дангчаунг) та відмовлялися підпорядковуватися чіня, хоча формально визнавали владу Ле.
У 1619 році імператор Ле Кінь Тонг влаштував змову з метою повалення влади роду чінь та відновлення самостійного володарювання. Втім заколот зазнав поразки, а імператора було страчено. У 1626 році (правління імператора Ле Тхан Тонга) почалася війна Чінь і Нгуєнів, приводом до якої стало не визнання останнім Тхан Тонга за імператора. Ця війна тривала до початку 1670-х років. Водночас до середини 1660-х років остаточно було знищено рід Мак.
На другу половину XVII ст. припадає встановлення контактів з європейцями. До 1680 року в Хингйєні було створено португальський, голландський, англійський і французький торгові пости, хоча всі вони протягом 20 років закрилися через неприбутковість.

### Остаточний занепад
Надалі, незважаючи на окремі спроби, представники династії Ле стали виконувати лише обрядові функції. Уся влада на півночі остаточно перейшла до роду Чінь. Падіння ваги Ле сталося остаточно у 1730-х роках, коли голова клану Чінь — Чінь Зянг отримав від Цінської імперії титул Верховного володаря Аннаму. Через те, що іригаційні споруди не ремонтували, в результаті чого почастішали повені і почався голод, у 1730—1770 роках по всій країні спалахували локальні селянські повстання.
У 1780-х роках внаслідок повстання Тайшонів було знищено рід Чінь. В результаті імператор Ле Х'єн Тонг на деякий час повернув собі владу, але вимушений був надати тайшонам високий статус та керування військом. Надалі намагання використати китайську династію Цін для знищення Тайшонів призвело до нових військових дій. У 1786 році Ле Х'єн Тонг після поразки китайських військ втік до Цін. У 1789 році остання після невдалих походів проти Тайшонів визнали їх правлячою династією. Династія Ле припинила існування.

## Територія
Володіння охоплювали сучасний В'єтнам, частину східної і південної Камбоджі з гирлом річки Меконг, східну частину Лаосу, деякі південні райони сучасної КНР.

## Економіка

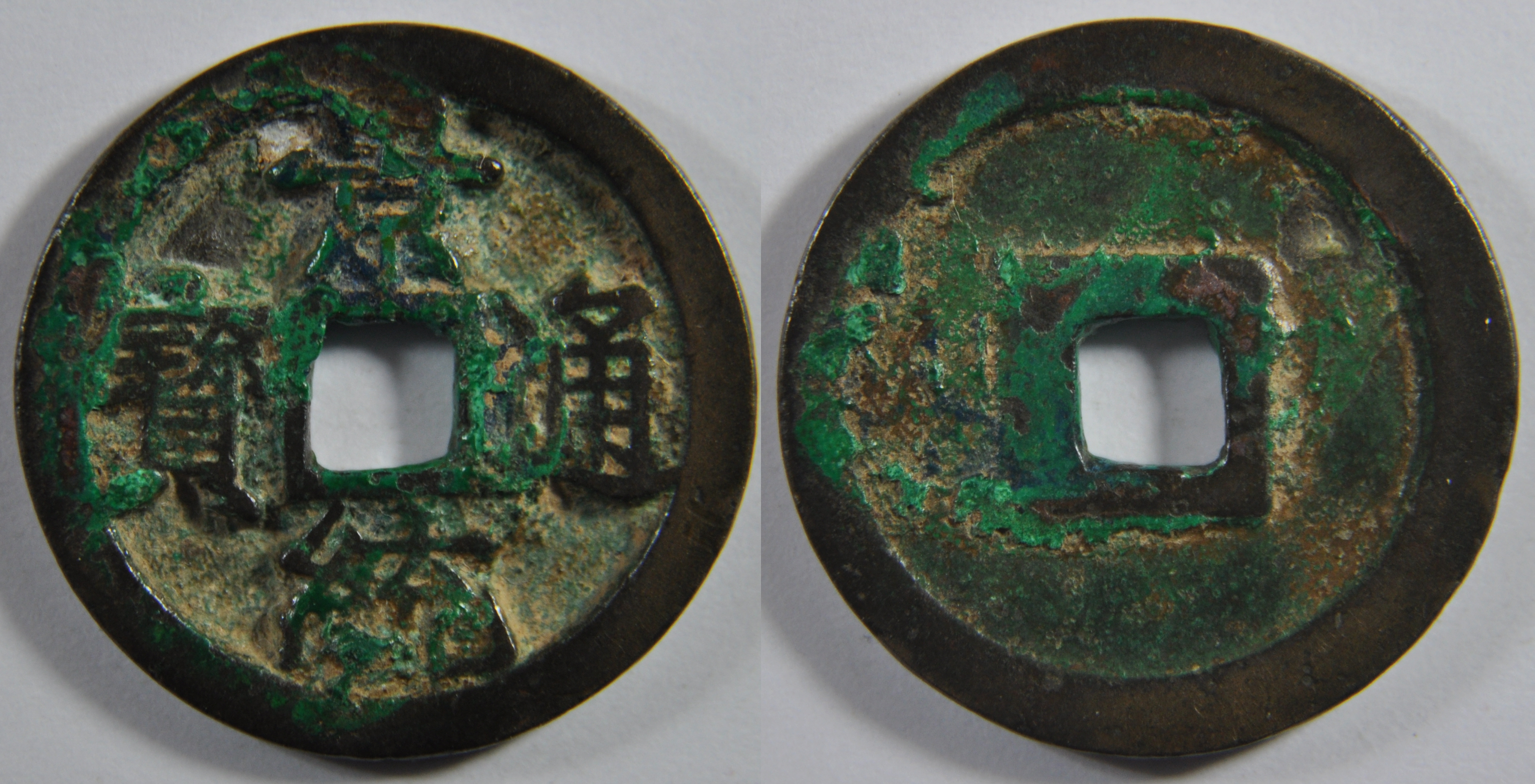
Монети династії Ле

Основу становило сільське господарства, також розвивалися ремесла і рибальство. На початку XVIII ст. відбулася аграрна криза, що призвело до соціально-політичної кризи в державі. В перший період правління Ле було ліквідовано великі маєтки. Поширилися військові поселення. Держава суворо контролювала общинне землеволодіння. Селяни залучалися на роботи з відновлення і будівництва великих іригаційних систем.
Економічне піднесення відбулося за Ле Тхань Тонга (1460—1490-ті роки), коли упорядковано було податкову систему, розширилася торгівля, досягли розквіту міста. З 1540-х років землеробство, ремісництво і торгівля починають занепадати. Потужна економічна криза 1771 року призвела до повстання тайшонів, яке зрештою стало причиною повалення династії Пізніх Ле.

## Культура

### Релігія
За Пізніх Ле відбулася радикальна конфуціанізація (цілеспрямовано, зверху) всіх сторін життя Дайв'єту, головною метою якого було перетворити його в жорстко централізовану державу цивільної бюрократії. В результаті буддизм поступився місцем неоконфуціанству Хоча не в усьому ця мета була досягнута, в країні до кінця XV століття панувала стабільність, яка дозволила добитися видатних результатів у всіх сферах життя країни. Це дало підставу назвати епоху Пізніх Ле (особливо час правління її імператора — Ле Тхань Тонга,) «Золотим століттям в'єтнамського феодалізму».
1484 році з метою уславлення конфуціанства і лауреатів палацових конкурсів (іспитів) Ле Тхань Тонг наказав поставити в межах Храму Літератури перші 10 докторських стел, присвячених палацовим конкурсам з 1442 до 1484 року Пізніше інші володарі з династії Ле наказали спорудити ще 5 стел з нотатками про конкурси з 1487 до 1514 року.
З європейцями в країну проникло християнство, яке неодноразово забороняли владою в зв'язку з широким розповсюдженням шпигунства в середовищі місіонерів. В умовах політичної смути знову зайняв провідні позиції буддизм. Було відреставровано багато старих храмів, зокрема Тей-Фионг (1660 рік).

### Мистецтво
Період Пізніх Ле була епохою розквіту образотворчого мистецтва. Пам'ятники її архітектури і скульптури відносяться до кращих творів буддійського храмового мистецтва. Найбільш відомим архітектурним спорудженням раннього періоду Ле є «Нефритова пагода» на о. Повернутого меча.
Пам'ятником 1520-х років часів є статуя тисячорукої Куанам, бодхісаттви Авалокитешвари, з храму Бут-Тхапа. Її вирізано з дерева. Вона сидить на стилізованій квітці лотоса. Дві руки складені в молитві, дві — на животі, інші — підняті над головою і розкинуті по бокам. Положення рук виглядає цілком природно, як і положення ніг, коліна яких видно з-під одягу, а гомілки, з якими майстер не впорався, приховані під текучими складками. Голова Куанам прикрашена високою короною. На всі боки від неї виходить золоте сяйво у вигляді кола зі стилізованим зображенням променів. Особа Куанам висловлює нескінченну доброту і терпіння. Не дивлячись на фантастичність образу і деякі помилки в анатомії, статуя з Бут-Тхапа залишає враження умиротворення і гармонії.
Чудова також архітектура і різьблений декор традиційних в'єтнамських общинних будинків — дінь. Багато творів цієї епохи відрізняються не лише високим художнім рівнем, а й тим, що вони дуже в'єтнамські. Художники того часу створювали статуї Будди і міфологічних героїв. У той же час вони зображували в'єтнамців, висловлювали особливості їх духовного світу. Завдяки почуттю національної гордості і гідності художники епохи пізніх Ле залишили цікаві твори.
В ранньому період відбувається відродження національної традиції ксилографії, де місцеві майстри досягли значних успіхів. В період Відродження Ле впроваджується в практику виконання ксилографічних видань ієрогліфікою.

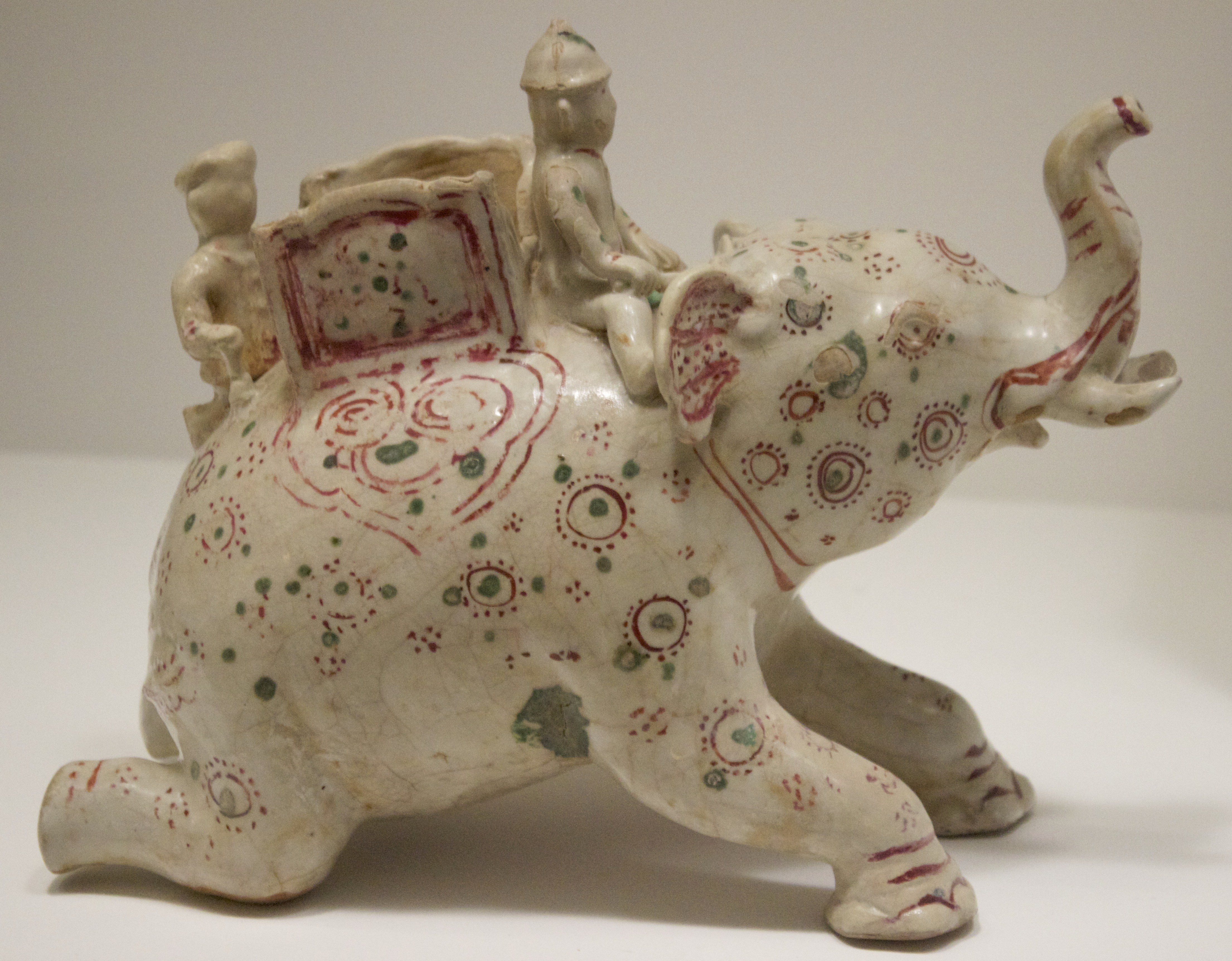
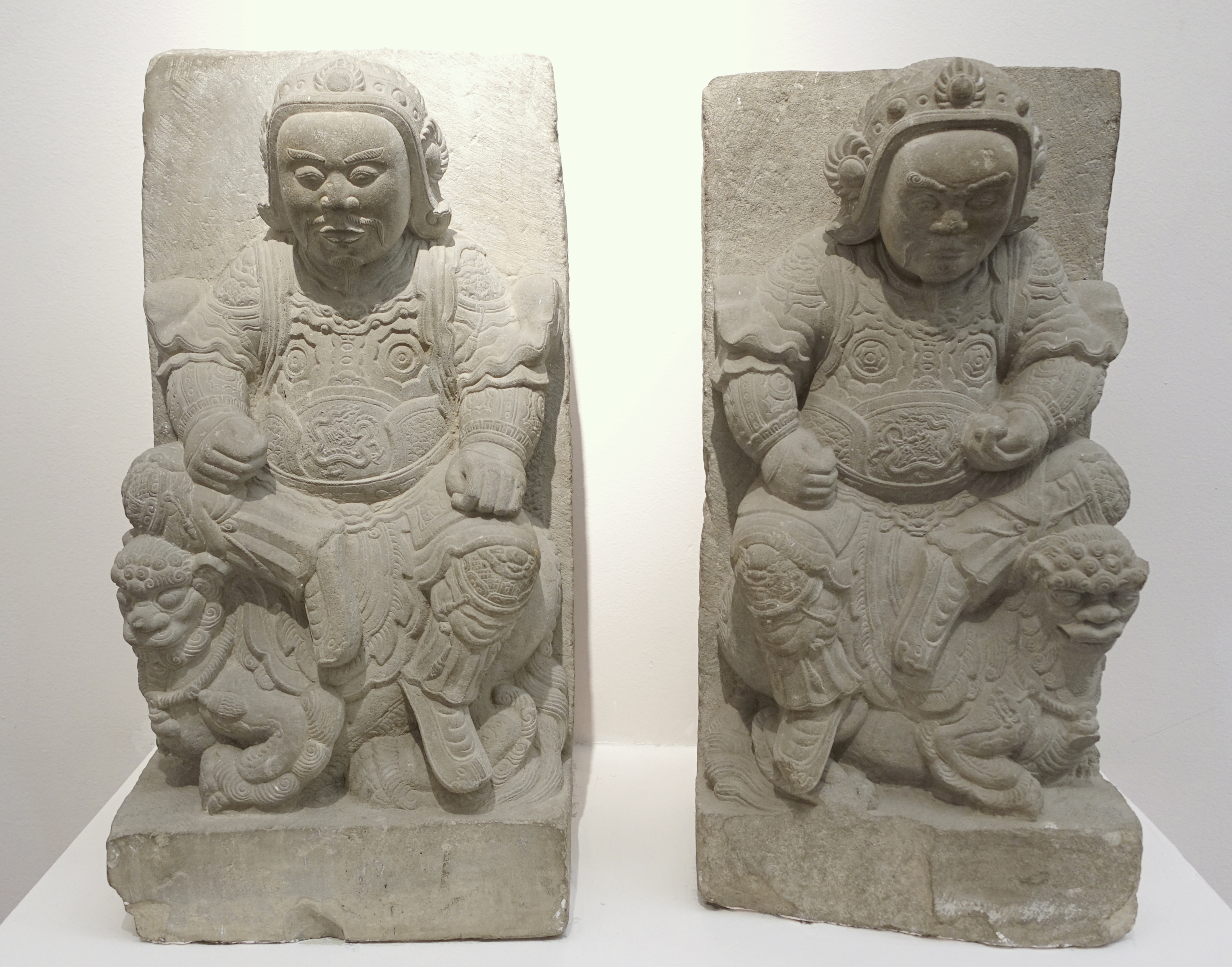
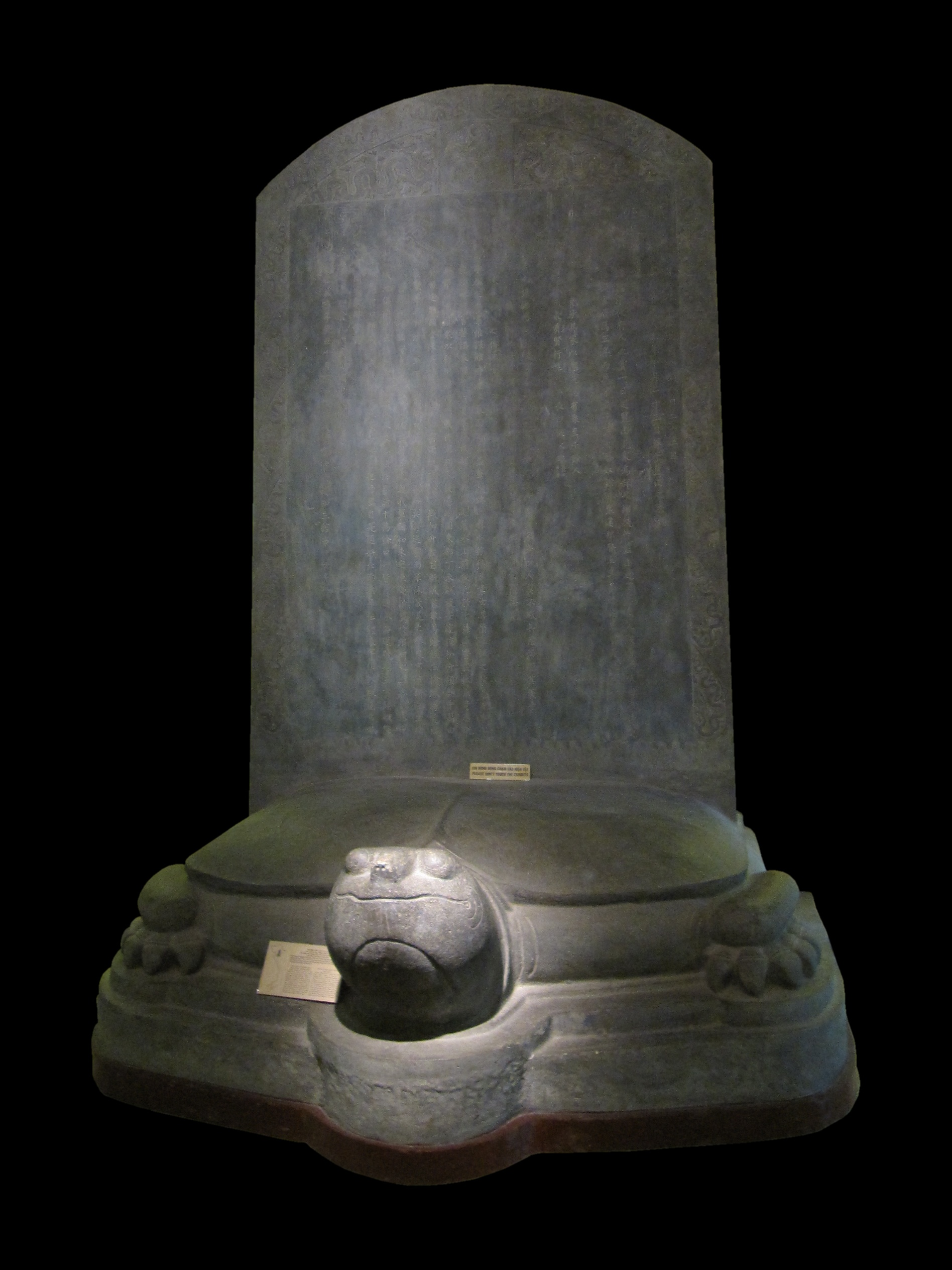
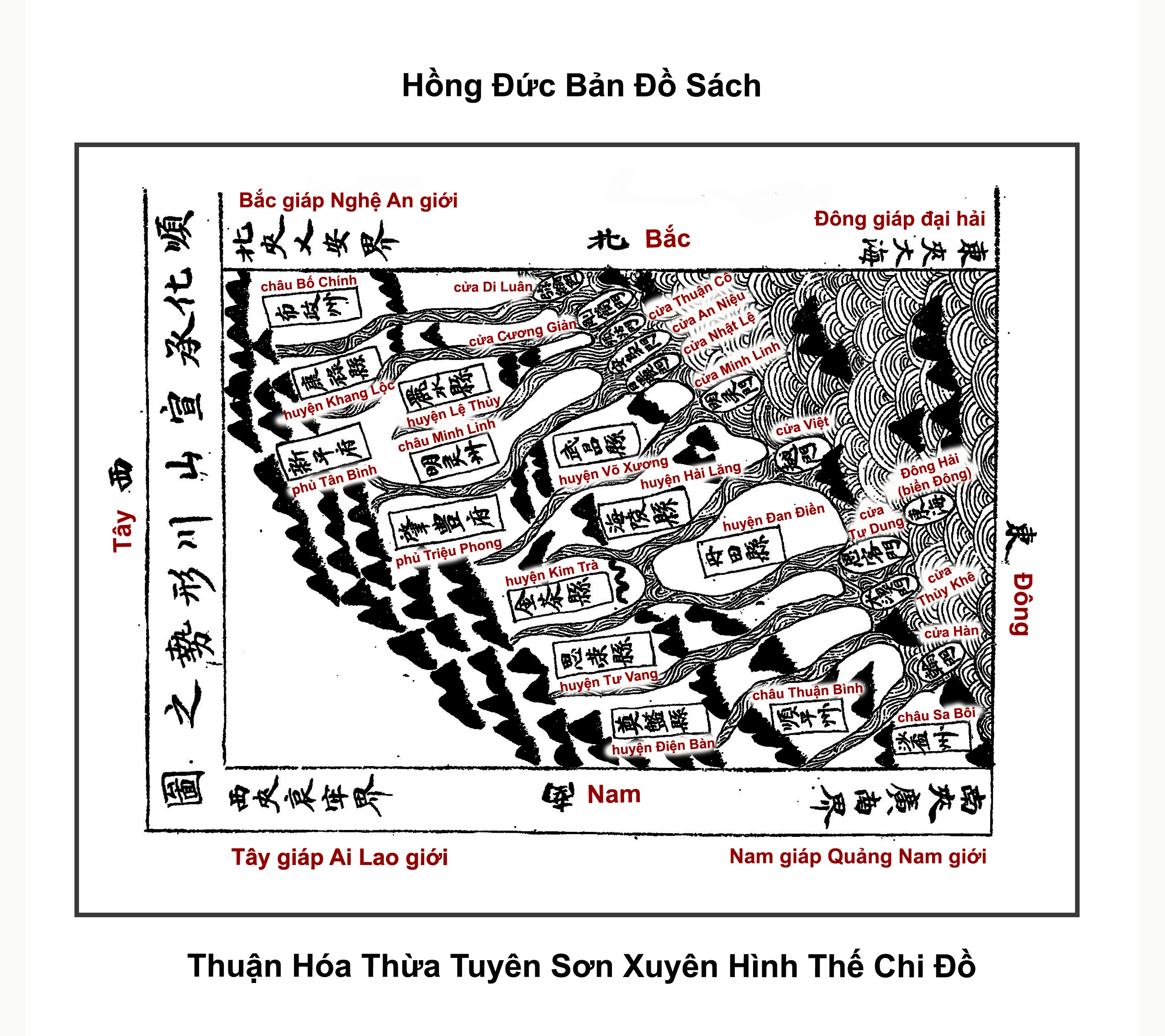
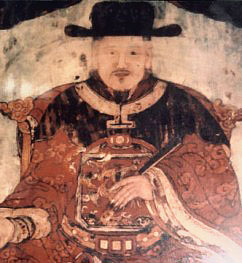